# バッドモーターフィンガー
『バッドモーターフィンガー』（Badmotorfinger）は、サウンドガーデンが1991年に発表したアルバム。スタジオ・アルバムとしては3作目で、メジャー・デビューからは2作目となる。

## 解説
本作よりベン・シェパードが加入した。バンドは、本作で初めて全米トップ40入りを果たした。
本作は、第34回グラミー賞で最優秀メタル・パフォーマンス部門にノミネートされたが、受賞は果たせなかった。『ギター・ワールド』誌が2009年に読者投票で決定した「偉大なギター・アルバム50」では、本作が45位にランク・インした。

## 収録曲
特記なき楽曲はクリス・コーネル作詞・作曲。
1. ラスティ・ケージ - "Rusty Cage" - 4:26
2. アウトシャインド - "Outshined" - 5:11
3. スレイヴズ&ブルドーザーズ - "Slaves & Bulldozers" (Chris Cornell, Ben Shepherd) - 6:56
4. ジーザス・クライスト・ポーズ - "Jesus Christ Pose" (Matt Cameron, C. Cornell, B. Shepherd, Kim Thayil) - 5:51
5. フェイス・ポルーション - "Face Pollution" (B. Shepherd) - 2:24
6. サムホェア - "Somewhere" (B. Shepherd) - 4:21
7. サーチング・ウィズ・マイ・グッド・アイズ・クローズド - "Searching with My Good Eye Closed" - 6:31
8. ルーム・ア・サウザンド・イヤーズ・ワイド - "Room a Thousand Years Wide" (K. Thayil, M. Cameron) - 4:06
9. マインド・ライオット - "Mind Riot" - 4:49
10. ドローイング・フライズ - "Drawing Flies" (M. Cameron) - 2:25
11. ホーリー・ウォーター - "Holy Water" - 5:07
12. ニュー・ダメージ - "New Damage" (K. Thayil, M. Cameron) - 5:40

## カヴァー
- ラスティ・ケージ
  - ジョニー・キャッシュ - アルバム『Unchained』（1996年）に収録[6]。
- ジーザス・クライスト・ポーズ
  - ザ・ディリンジャー・エスケイプ・プラン - iTunes Storeで配信されたEP『Plagiarism』（2006年）に収録[7]。

## 参加ミュージシャン
- クリス・コーネル - ボーカル、リズムギター
- キム・セイル - リードギター
- ベン・シェパード - ベース
- マット・キャメロン - ドラムス

アディショナル・ミュージシャン
- スコット・グランランド - サックス
- アーンスト・ロング - トランペット
- デイモン・スチュワート - ナレーション